# Timorpaapje
Het timorpaapje (Saxicola gutturalis) is een zangvogel die behoort tot de familie vliegenvangers. Deze soort is endemisch op de Kleine Soenda-eilanden. De vogel werd in 1818 door
Louis Jean Pierre Vieillot geldig beschreven met een onjuiste typelocatie, Nouvelle-Hollande (Australië).

## Kenmerken
De vogel is 15,5 tot 17 cm lang. Het mannetje is glanzend blauwzwart van boven en lijkt op het mannetje van het Jerdons paapje (S. jerdoni). Het timorpaapje heeft echter een grote witte vlek op de vleugel en veel wit op de buitenste staartpennen. Het vrouwtje is bruin van boven en heel licht, bleek, vaal roodbruin van onder.

## Verspreiding en leefgebied
Deze soort is endemisch op de Kleine Soenda-eilanden en telt twee ondersoorten:
- S. g. gutturalis: Timor.
- S. g. luctuosus: Semau.

Het leefgebied bestaat uit savanne met struikgewas en moessonbos. Op West-Timor is het leefgebied meer beperkt tot bosrestanten.

## Status
Het timorpaapje heeft een beperkt verspreidingsgebied en daardoor is de kans op uitsterven aanwezig. De grootte van de populatie werd in 2016 door BirdLife International geschat op 6 tot 15 duizend individuen en de populatie-aantallen nemen af door habitatverlies. Het leefgebied wordt aangetast door ontbossing waarbij natuurlijk bos wordt gekapt en omgezet in gebied voor agrarisch gebruik. Om deze redenen staat deze soort als gevoelig op de Rode Lijst van de IUCN.